# Vieta Carcagente - Denia
La Vieta fue la línea de ferrocarril de ancho métrico que unía las localidades de Carcagente y Denia. Funcionó desde el año 1864 hasta el año 1974
Este ferrocarril tiene sus orígenes en el año 1864, dieciséis años después de que se inaugurara el primer ferrocarril de la península ibérica y en un contexto de expansión de la construcción del ferrocarril en el Estado español y en Europa. El proyecto fue gestado por el ingeniero Alcalá de Olmo con el fin de cubrir las necesidades de transporte de la época. Con una planificación inicial de 37,5 km, se trataba de un tren de tracción animal con 30 caballos.y un particular ancho de vía de 1380 mm.
Fue la empresa “Tram-vía de Carcagente a Gandía y Denia” quien inauguró el tramo a Gandía, siendo en 1883 vendida al Ferrocarril de Almansa a Valencia y Tarragona, y en 1891, a la Compañía del Norte. Bajo esta empresa se prolongó hasta Denia, ya con tracción a vapor y ancho métrico.
La línea tuvo, ante todo, una función comercial, ya que permitía la exportación de cítricos (especialmente, naranjas) en los puertos de Denia y Gandía, que fue de gran importancia  para la República durante la Guerra Civil. Más adelante, sirvió para fomentar el turismo en la provincia.
Con la nacionalización de Norte, la línea, de ancho métrico, pasó a manos de Explotación de Ferrocarriles por el Estado, que, en 1964, daría paso a FEVE.Ante la creciente competencia del transporte por carretera, se ideó un plan de reforma de la vía, por el que en 1969 se cerró el tramo de Carcagente a Tabernes, permitiendo reutilizar la plataforma desde allí a Gandía para montar una vía de ancho ibérico que trajese Renfe Cercanías desde Valencia. Los nuevos trenes llegaron en 1972, pero sin continuar hasta Denia, cerrándose la parte restante del trazado en 1974.
La antigua estación del tren de Denia es el edificio más destacado de toda la línea. Situada a pocos metros de la terminal del Trenet de la Marina, la línea de ancho métrico de FGV que llega a Alicante, alberga ahora el Museo del Juguete, en homenaje a una ciudad que llegó a contar con numerosas fábricas en el S. XX.
Actualmente, la traza entre Denia y El Verguer configura la Vía Verde de Denia,con otros tramos también senderalizados como Vía Verde: la de la Safor, al sur de Gandía, y la de L’Antic Trenet, entre Carcagente y Tabernes de Valldigna.
Existen numerosos proyectos para reabrir una conexión entre Gandía y Denia, ya sea en forma de Tren de la Costa, o de tren-tram financiado por la Generalidad Valenciana. El último intento, de 2023, fue retirado en 2024, a la espera de consensuar una solución con el Ministerio.

## Estaciones
La línea contaba con las siguientes estaciones:
- Carcagente
- La Barraca
- Aguas Vivas
- Valldigna
- Tabernes
- Jaraco
- Jeresa
- Gandía
- Oliva
- Molinell
- Vergell
- El Palmar
- Denia

En negrita, las estaciones que fueron reconvertidas a Renfe Cercanías en 1972; en cursiva, aquellas que perdieron el servicio con el cierre del resto de la línea en 1974.